# Express (nouvelle)
Pour les articles homonymes, voir Express.
Express (Direttissimo) est une nouvelle de l'écrivain italien Dino Buzzati, publiée en 1958 dans le recueil Sessanta racconti.
La traduction en français de cette nouvelle paraît pour la première fois en France en 1968 dans le recueil Les Sept Messagers. Elle n'est pas présente dans le recueil original italien I sette messaggeri.

## Résumé
C'est l'histoire d'un homme qui prend le train. À la première station, son rendez-vous avec l'ingénieur Moffin s'écourte, car son train repart. À la deuxième station, Rosanna devait l'attendre. Mais le train avait une demi-heure de retard, et elle avait décidé de partir. À la troisième station, le Comité d'Accueil prévu pour son arrivée était bien venu, mais cela faisait déjà trois ou quatre mois… À la quatrième station, sa mère l'attendait. Mais malgré les quatre ans qu'elle venait de passer à l'attendre, l'homme a dû néanmoins reprendre le train. Mais pour quelle destination ? Et toujours avec ce retard qui s'accumule.

## Éditions françaises
- In Les Sept Messagers, recueil de vingt nouvelles de Dino Buzzati, traduction de Michel Breitman, Paris, Robert Laffont, coll. « Pavillons », 1968
- In Les Sept Messagers, Paris, UGE, coll. « 10/18. Domaine étranger » no 1519, 1982  (ISBN 2-264-00478-9)